# Gabriel Francini
Gabriel Francini (* 12. Dezember 1969 in La Plata, Argentinien) ist ein ehemaliger san-marinesischer Tennisspieler.

## Karriere
Francini nahm an den Olympischen Spielen 1992 in Barcelona im Herrendoppel teil. An der Seite seines Doppelpartners Christian Forcellini schied er bereits in der ersten Runde aus.
Er bestritt zwischen 1993 und 2000 insgesamt 25 Begegnungen für die san-marinesische Davis-Cup-Mannschaft. Er gewann drei seiner acht Einzelpartien sowie drei seiner 18 Doppelpartien.